# Tomaž Čižman
Tomaž Čižman, slovenski alpski smučar, * 13. februar 1965, Črnuče, Ljubljana.

## Športna kariera
Daleč največji uspeh v svoji smučarski karieri je dosegel s tretjim mestom na Svetovnem prvenstvu v alpskem smučanju 1989 v Vailu v superveleslalomu. To je bilo veliko presenečenje, ker pred tem ni imel vidnejših uspehov v Svetovnem pokalu v tej disciplini, je pa v sezoni 1989 zmagal v superveleslalomskem skupnem seštevku Evropskega pokala. V superveleslalomu je Jugoslavijo zastopal tudi na Zimskih olimpijskih igrah 1988 v Calgaryju, kjer je bil deveti, v Svetovnem pokalu pa je najboljši uvrstitvi dosegel na veleslalomih v Kirchbergu in Aspnu v sezoni 1989. V zadnjih letih dela kot tehnični delegat na tekmah Evropskega pokala. 